# Форрест, Эдвин
Эдвин Форрест (1806—1872) — американский актер.
Из бедной семьи. Играть начал в 1820 году. Играл в театрах Нью-Йорка, Питтсбурга, Нового Орлеана. В 1836 и 1845 годах посещал с гастролями Англию. В 1853 году оставил сцену; вернулся к профессии в 1863 году, но без успеха.
Организовывал конкурсы на лучшие американские пьесы, которые использовал в своём репертуаре.
Актерское искусство Форреста, одного из крупнейших американских актеров-трагиков, сформировалось под влиянием Дж. Кука и Э. Кина.

## Роли
- 1826 — «Отелло» У. Шекспира (Театр «Парк», Нью-Йорк) — Отелло
- 1829 — Индеец Метамора Дж. О. Стоуна (Театр «Парк», Нью-Йорк) — Метамора
- 1831 — трагедия «Гладиатор» Р. М. Бёрда (там же) — Спартак
- 1835 — «Вождь восставших Джэк Кэд» Р. Конрада — Джэк Кэд
- «Брут» Пейна — Брут
- «Спасенная Венеция» Т. Отуэя — Джефьер
- «Вильгельм Телль» Коуэлс — Телль
- в пьесах У. Шекспира — Яго, Лир, Марк Антоний, Ричард III, Макбет, Гамлет
- 1872 — «Ришельё» Э. Бульвер-Литтона (Театр «Глобус», Бостон) — Ришельё (последняя сыгранная роль)

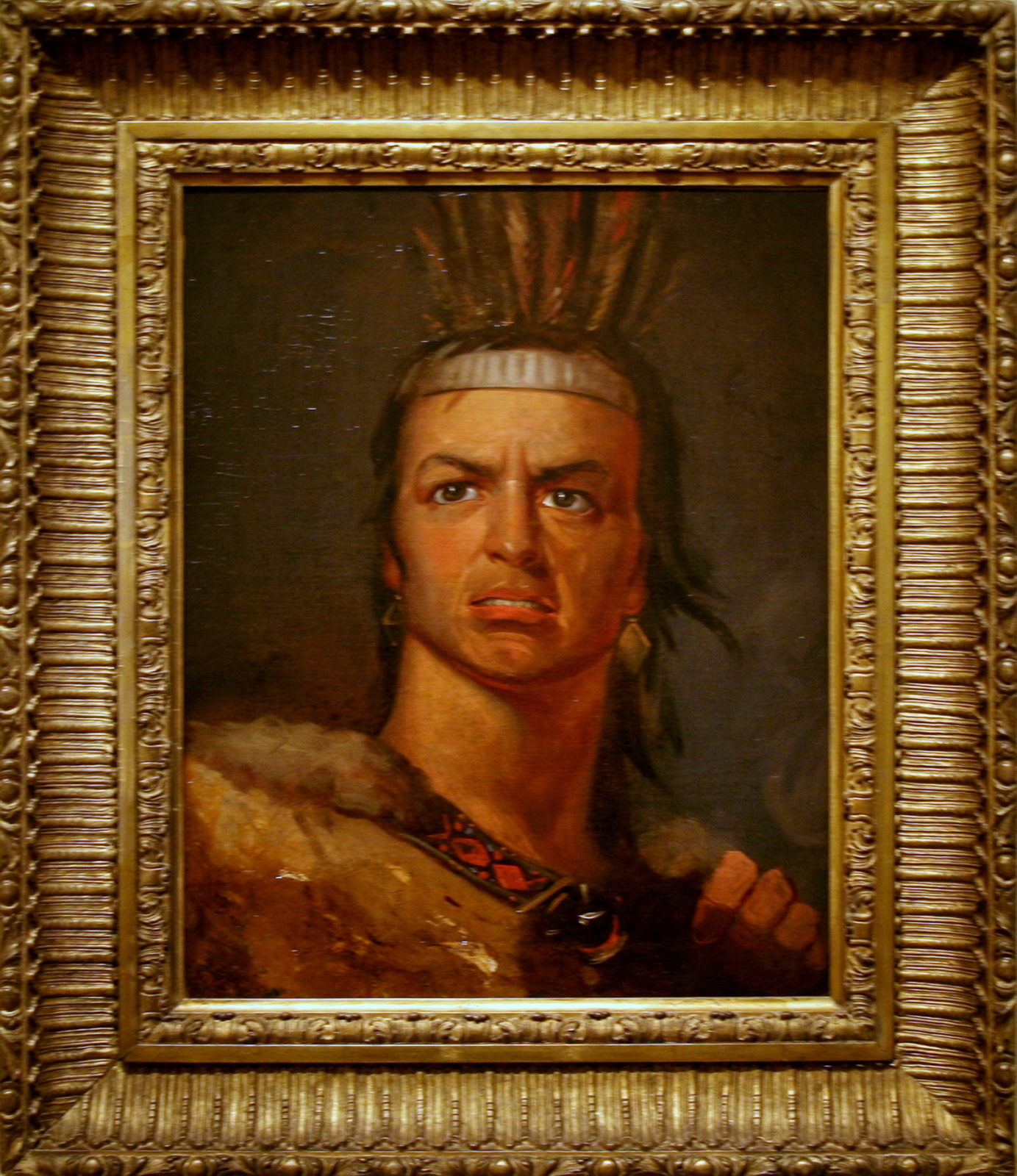
Ф. С. Эгейт. Портрет актёра Эдвина Форреста в роли йндейца Метамора в одноименной пьесе Дж. О. Стоуна